# Ptolemaiovský Egypt
Ptolemaiovský Egypt je obecně užívaný termín pro období starověkého Egypta spravovaný helénskou dynastií Ptolemaiovců, tento stát je běžně označován jako Ptolemaiovská říše, přesněji však Ptolemaiovské království (starořecky Πτολεμαϊκὴ βασιλεία, Ptolemaïkḕ basileía), bylo helénistickou monarchií s centrem v Egyptě vzniklou roku 305 př. n. l., kdy se jí coby král a faraon nově ujal Ptolemaios I. Sótér, původně makedonský generál Alexandra Velikého. Ptolemaiovská dynastie vydržela u moci v Egyptě až do roku 30 př. n. l., kdy byl dobyt Gaiem Octavianem a přeměněn v římskou provincii, v latině nazývanou jako Aegyptus.
Dobytí Egypta Alexandrem Velikým učinilo z této země na dalších více než 900 let součást antického světa. Alexandrův generál Ptolemaios ovládl Egypt po jeho smrti a založil zde dynastii, se kterou navázal na tradice faraonů. S cílem upevnit a sjednotit nejednotné království se Ptolemaiovci pokusili o stmelení řecké (helénské) kultury s egyptskou a pokračovali v nárocích po dědictví říše Alexandra Velikého. Ptolemaiovci zbožštili Alexandra Velikého a všemožnými způsoby zasahovali do dění v okolních zemí jeho někdejší říše, včetně domácího Řecka, aniž by dosáhli vytouženého cíle. Jejich říše nicméně ovládala přilehlou Kyrenaiku a sahala až na Kypr až po část Malé Asie, Judsko a Syropalestinu.
Po 300 letech vlády této dynastie s původem v Makedonii byl Egypt roku 30 př. n. l. dobyt a připojen k Římské říši jako jeho další provincie. Nejprve byl ovládán Římem a využíván jako obilnice říše, později po rozdělení Římské říše připadl pod východní část a byl spravován Konstantinopolí, a to až do dobytí země Peršany v roce 616, respektive muslimskými Araby v roce 639.

## Alexandr a příchod Ptolemaia
V roce 332 př. n. l. dobyl po svém vítězství v bitvě u Issu Alexandr Makedonský Egypt. Alexandr byl Egypťany vítán jako osvoboditel od nenáviděné perské nadvlády. Během svého krátkého pobytu navštívil dávné hlavní město země, Mennofer, a rovněž podnikl pouť do oázy Síwa, kde byl v místním orákulu prohlášen za syna boha Amona. Egypťany si získal respektem, který projevoval vůči jejich náboženství, nicméně všechny důležité úřady v zemi nechal obsadit Řeky a Makedonci a rovněž založil nové hlavní město – Alexandrii, kterou právě obydleli převážně Řekové s Makedonci.
Když takto uspořádal poměry v zemi a zajistil si bohatství Egypta k dobytí zbytku Achaimenovské říše, vytáhl na počátku roku 331 př. n. l. se svým vojskem do Sýrie a odtud dále do Mezopotámie vstříc Dareiovi III. Správu země v době jeho nepřítomnosti vykonával Kleomenés z Naukratidy (322 př. n. l.). Do Egypta se Alexandr již nikdy nevrátil.

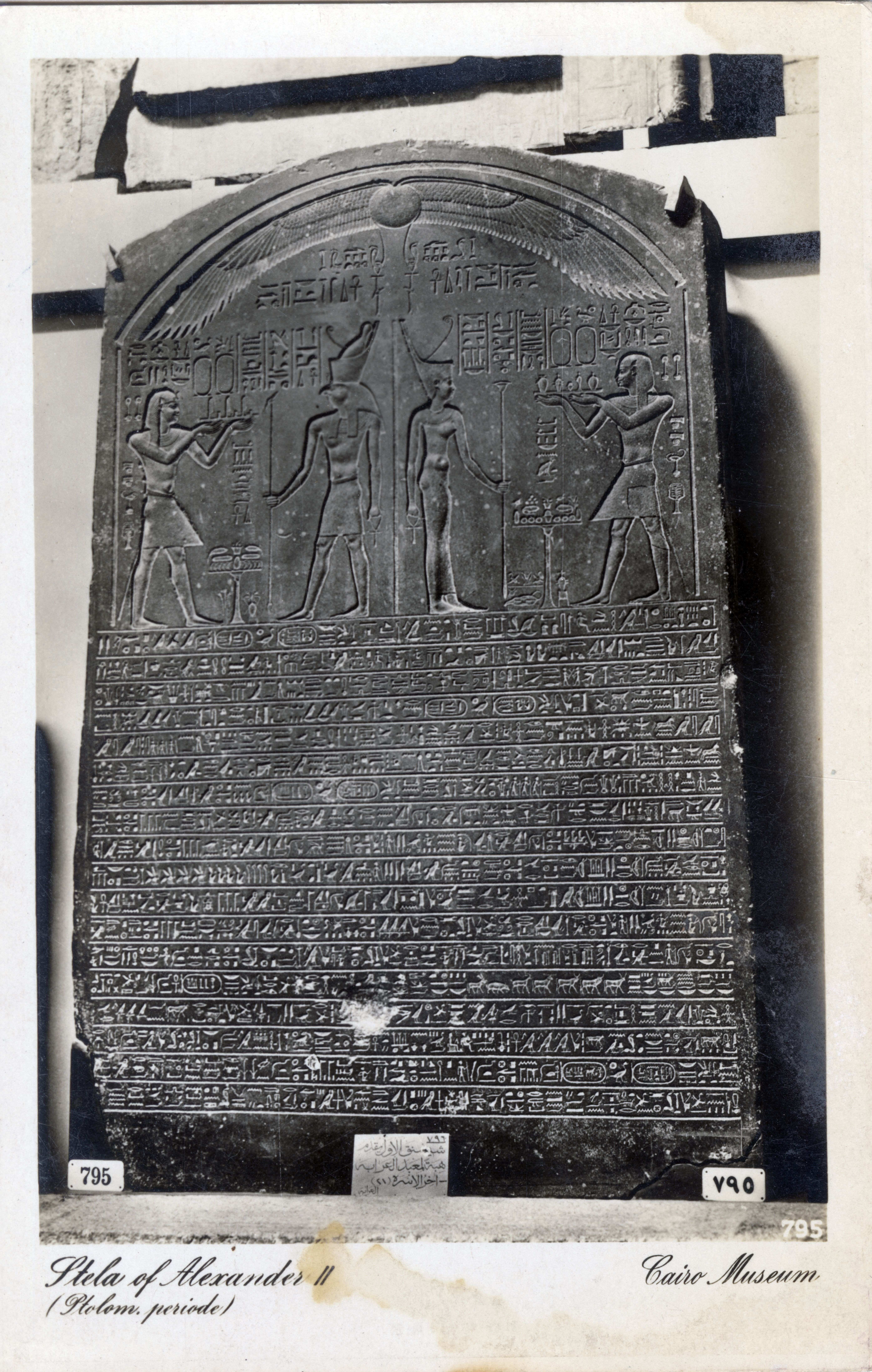
„Satrapova stéla“ prohlašující Ptolemaia egyptským faraonem, muzeum v Káhiře

Po Alexandrově smrti v Babylóně v roce 323 př. n. l. vypukl mezi jeho generály spor o nástupnictví. Nejprve vládl říši Perdikkás jako regent namísto Alexandrova nevlastního bratra Filipa Arrhidaia, který se stal králem Filipem III. Později byl Perdikkás určen za regenta rovněž Alexandrovu synovi Alexandrovi IV., který nebyl v době otcovy smrti ještě na světě. Perdikkás určil Ptolemaia, jednoho z Alexandrových nejbližších druhů, za satrapu Egypta. Od roku 323 př. n. l. Ptolemaios spravoval Egypt, zpočátku ve jménu Filipa III. a Alexandra IV., avšak jakmile se Alexandrova říše rozpadla, prohlásil se Ptolemaios za vládce země.
Perdikkův vpád do země v roce 321 př. n. l. Ptolemaios úspěšně odvrátil a v průběhu válek diadochů (322–281 př. n. l.) stabilizoval svoji pozici jak v Egyptě, tak i v okolních zemích. V roce 305 př. n. l. Ptolemaios podobně jako ostatní diadochové přijal královský titul. Coby Ptolemaios I. Sótér („Zachránce“, „Spasitel“) založil ptolemaiovskou dynastii, která měla Egyptu vládnout po dobu následujících tří století.

## Ptolemaiovský Egypt
Všem mužským vládcům dynastie bylo dáno jméno Ptolemaios, zatímco obvyklými jmény princezen a královen byla Kleopatra, Bereníké nebo Arsinoé. Ptolemaiovci brzy převzali egyptský zvyk ženění se svými sestrami a mnoho z nich společně se svými manželkami vládlo. Tyto incesty ale zapříčinily to, že velká část pozdějších Ptolemaiovců trpěla slabomyslností. Jedinou ptolemaiovskou královnou, která oficiálně vládla sama byla Bereníké III., Bereníké IV. a Kleopatra V. vykonávaly vládu společně. Kleopatra VII. byla oficiálně spoluvladařkou králů Ptolemaia XIII. a Ptolemaia XIV., ale ve skutečnosti panovala Egyptu sama.

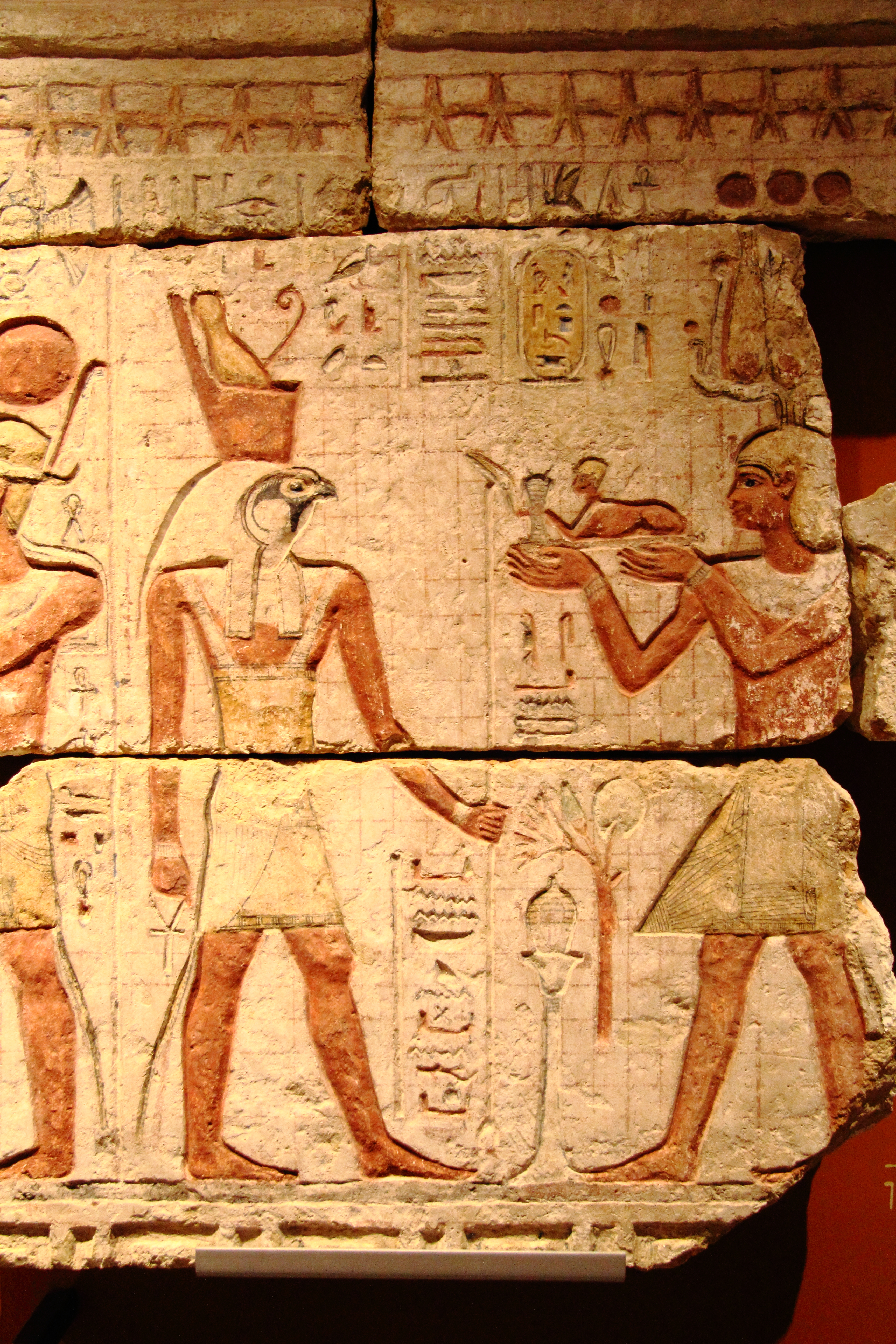
Reliéf z obřadní místnosti boha Thovta, Tuna el-Gebel, období vlády Ptolemaia I.

První Ptolemaiovci se nijak nevměšovali do egyptských zvyků a náboženství a nechali vybudovat nové velkolepé chrámy zasvěcené egyptským bohům. Již záhy však převzali vnější okázalost starých faraonů. Podobně jako ve starém Egyptě disponoval i ptolemaiovský Egypt vysoce komplexní organizací státní správy, o které se dochovalo poměrně velké množství informací prostřednictvím papyrových svitků. V předhelénistickém Egyptě byla správní soustava státu zcela vázána na osobu faraona. Sídlo ptolemaiovských králů a ostatních příslušníků vládnoucí dynastie bylo stejně jako za časů faraónů centrem řízení státu a hospodářství.

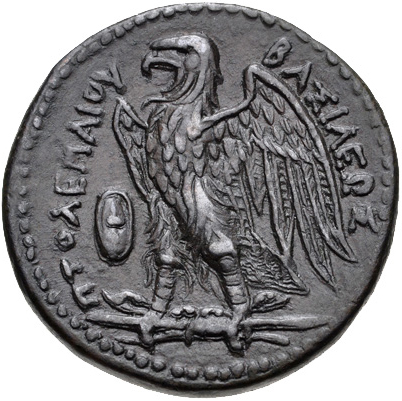
Ptolemaiovská mince s Diovým orlem

Vláda jako taková měla značně neformální charakter: krále obklopoval zástup jeho oblíbenců (phíloi), kteří díky osobnímu přístupu k panovníkovi náleželi k vládcům říše. Okruh phíloi se zpočátku rekrutoval výhradně z řad Makedonců a Řeků. Později mezi nimi přibývali i Egypťané. Vznikla tak uzavřená dvorská společnost, která se vnitřně členila podle různých hodností.
Celá země byla rozdělena do 40 krajů (nomoi), které spravovali příslušní nomarchové, jež se starali o správu hospodářských záležitostí. Úřední hierarchie byla velice rozsáhlá a na nejnižších stupních zasahovala i do nejmenších zemědělských vesnic. Všichni státní úředníci byli podřízeni nejvyššímu královu správci (dioiketés) sídlícímu v Alexandrii.
Alexandrie, přístav na pobřeží Středozemního moře, se za Ptolemaiovců rozvinula v nejvýznamnější město celého Středomoří. Jako centrum literatury a učenosti se svou velkou knihovnou a músaiem zastínila i samotné Athény. Alexandrie se tak brzy stala hlavním městem umělců, matematiků a filozofů jako byli Démétrios z Faléru, Kallimachos, Apollonios z Rhodu nebo Eratosthenés. Se svými 300 000 obyvateli patřila k největším městům své doby. Její význam přetrvával i po celou dobu vlády Římanů.

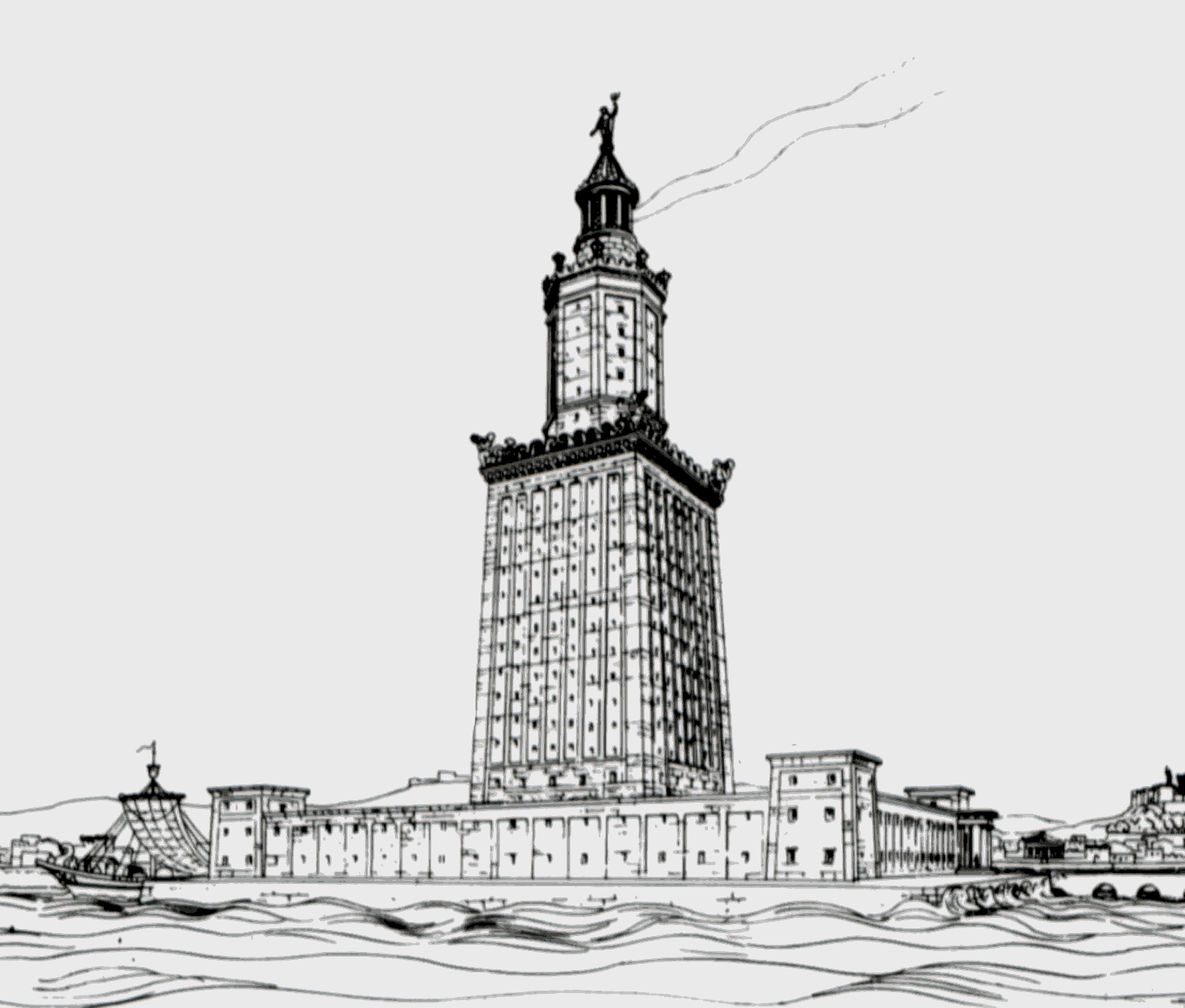
Maják na ostrově Faros, jeden ze sedmi divů světa

Domorodé egyptské obyvatelstvo, především na venkově, bylo silně tísněno vysokou daňovou zátěží. Během vlád Ptolemaia II. a Ptolemaia III. byly tisíce makedonských a řeckých veteránů odměněny příděly úrodné půdy v deltě Nilu a rychle se usadily v mnoha koloniích po celé zemi, čímž zde vznikla společenská třída řeckých velkostatkářů (kleruchů). Horní Egypt vzdálený od centrální vlády v Alexandrii byl řeckým osídlením zasažen méně, ačkoliv i zde Ptolemaios I. založil řeckou kolonii Ptolemais Hermiou, jež byla ustanovena za správní centrum Horního Egypta.
V průběhu staletí řecký vliv pronikl celou zemí a vzájemnými svazky mezi Makedonci a některými urozenými Egypťany vznikla početná a vzdělaná řecko-egyptská vládnoucí vrstva. Nicméně Řekové nadále představovali privilegovanou menšinu v ptolemaiovském Egyptě. Oproti Egypťanům se na ně vztahovalo řecké právo, získávali klasické vzdělání, působili při řeckých soudech a byli občany řeckých obcí, stejně jako kdyby žili v samotném Řecku. Egypťanům byl jen zřídka dovolen přístup do řecké společnosti. Většina Egypťanů se ostatně o řeckou kulturu ani nijak zvlášť nezajímala.

### Rozkvět ptolemaiovské moci

#### Ptolemaios I.
První část Ptolemaiovy vlády byla vyplněna jeho účastí na válkách mezi různými nástupnickými státy někdejší Alexandrovy říše. Jeho prvním cílem bylo zabezpečit si pevnou základnu v Egyptě. Odsud se pak snažil dále rozšiřovat svoje državy. Po několika letech získal kontrolu nad Kyrenaikou, Syropalestinou, Judskem a Kyprem. Rovněž se zmocnil řady měst v Malé Asii.
Když se Antigonos Jednooký, vládce Malé Asie, pokusil obnovit Alexandrovu říši, připojil se Ptolemaios ke koalici ostatních diadochů proti Antigonovi. V roce 312 př. n. l. ve spojení se Seleukem porazil Antigonova syna Démétria Poliorkéta v bitvě u Gazy. V roce 311 př. n. l. uzavřeli válčící strany mír, který byl však již o dva roky později porušen a válka vypukla nanovo.

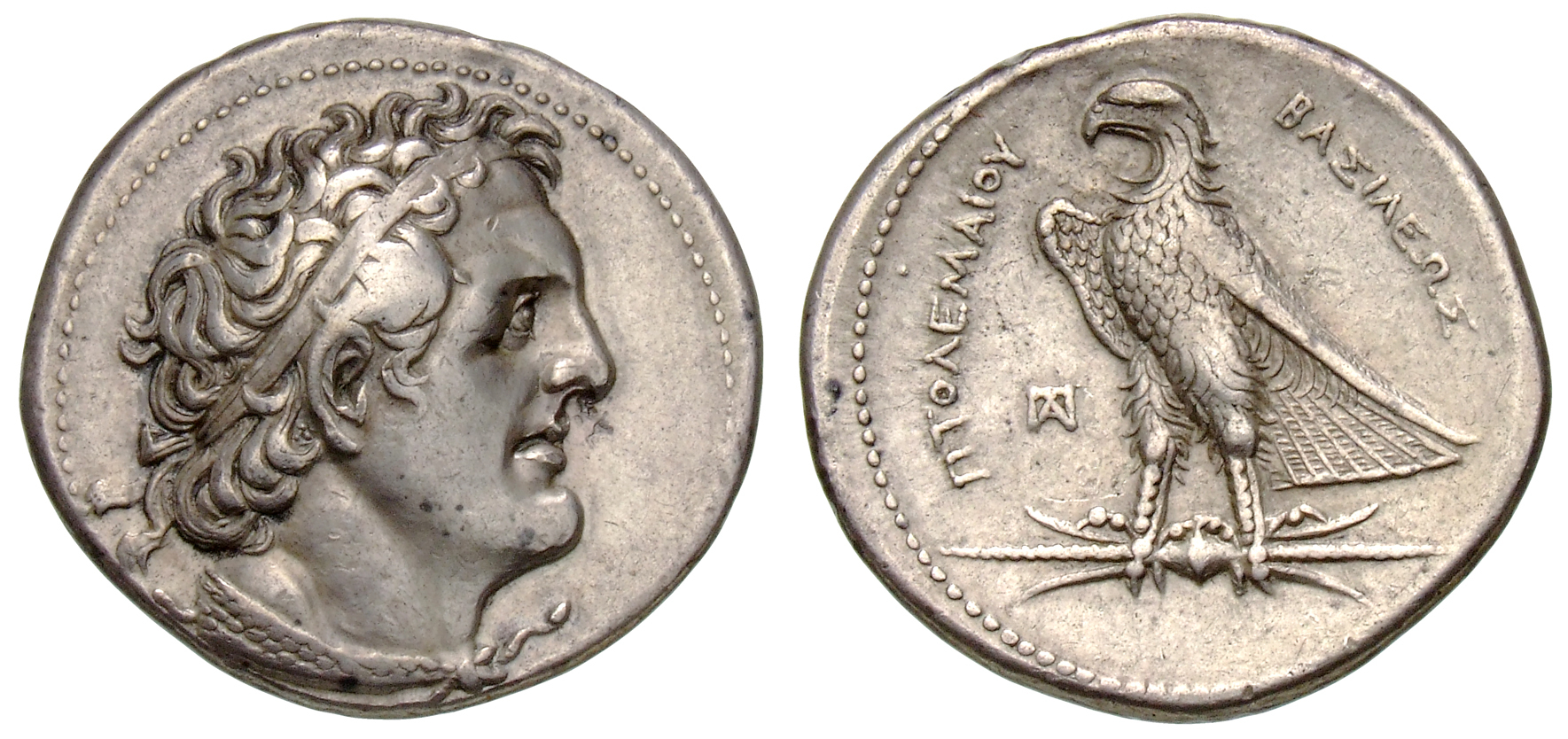
Ptolemaios I. na minci s orlem

Ptolemaios okupoval Korint a jiná místa v Řecku, třebaže v roce 306 př. n. l. přišel o Kypr. Antigonos se následně s ohromným vojskem doprovázeným podobně velkou flotilou na moři pokusil znovu zaútočit na Egypt, avšak Ptolemaios se mu dokázal úspěšně ubránit. Když byla v roce 302 př. n. l. obnovena koalice proti Antigonovi, Ptolemaios se k ní opět přidal.
Po Antigonově porážce a smrti v bitvě u Ipsu v dalším roce ovládl Ptolemaios Palestinu. Od té doby se Ptolemaios snažil zůstat stranou dalších válek, nicméně v roce 295 př. n. l. znovu opanoval Kypr.
Království bylo nyní zabezpečeno a v roce 285 př. n. l. Ptolemaios abdikoval ve prospěch jednoho ze svých mladších synů z manželství s královnou Berenikou. V ústraní se věnoval psaní historie Alexandrova tažení, která byla však ztracena, přesto ale posloužila jako stěžejní zdroj pro dílo pozdějšího historika Arriána. Ptolemaios I. zemřel v roce 283 př. n. l. ve věku 84 let. Svému synovi zanechal stabilizované a skvěle spravované království.

#### Ptolemaios II.
Ptolemaios II. Filadelfos („Milující sestru“), který se stal králem po svém otci v roce 283 př. n. l., byl oproti Ptolemaiovi I. spíše mírumilovným a kultivovaným králem než válečníkem. Jeho vláda byla poměrně snadná, neboť jeho otec mu zanechal konsolidovanou a prosperující zemi. Během svého panování vedl Ptolemaios dvě války proti Seleukovcům, jež ho nakonec učinily pánem východního Středomoří. Ovládl ostrovy v Egejském moři a pobřeží Kilíkie, Pamfýlie, Lýkie a Kárie.
Ptolemaiova první žena Arsinoé I., dcera diadocha Lýsimacha, byla matkou jeho legitimních dětí. Po jejím zapuzení se podle egyptské tradice oženil se svou sestrou, Arsinoé II., a započal tak zvyklost, kterou si sice naklonil domorodé egyptské obyvatele, jež měla ale v budoucnu přivodit dynastii vážné potíže.
Lesk alexandrijského paláce dosáhl za Ptolemaia II. svého vrcholu. Kallimachos, správce alexandrijské knihovny, Theokritos a mnoho dalších básníků a spisovatelů oslavovalo Ptolemaiovce. Ptolemaios sám byl horlivým patronem vědy a umění a silně se zasazoval o rozvoj velké knihovny. Z Alexandrie se rozhodl vybudovat ekonomické, umělecké a filozofické centrum antického řeckého světa. Právě akademiím a knihovnám Alexandrie vděčí moderní generace za zachování tolika literárních skvostů starověkého Řecka.

#### Ptolemaios III.

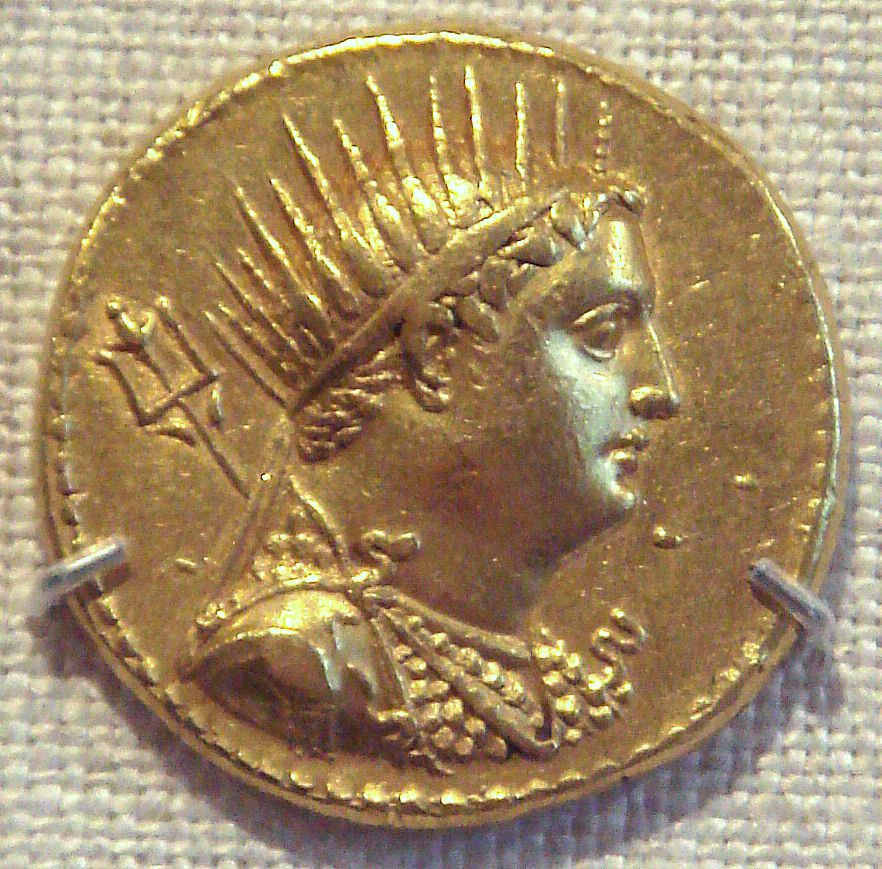
Ptolemaios III. Euergetés

Ptolemaios III. Euergetés („Dobrodinec“) nastoupil po svém otci v roce 246 př. n. l. Opustil dosavadní politiku vyhýbání se konfliktům s ostatními helénistickými státy nastolenou jeho předchůdcem a pustil se do války se Seleukovci o Sýrii, když jeho sestra, královna Bereníké, a její syn byli zavražděni v důsledku vnitřních sporů v seleukovské říši. Ptolemaios triumfálně vstoupil až do Babylonie, samého srdce seleukovské říše, zatímco jeho loďstvo působící v Egejském moři ovládlo některé řecké kolonie v Thrákii.
Toto vítězství bylo však zenitem ptolemaiovské moci. Seleukos II. Kallinikos si dokázal udržet svůj trůn, třebaže Euergetés s pomocí své flotily kontroloval většinu pobřeží Malé Asie a Řecka. Po tomto úspěchu se Euergetés již aktivně nezapojoval do dalších bojů, třebaže nadále podporoval nepřátele makedonských Antigonovců v řeckých obcích. Jeho domácí politika byla na rozdíl od jeho otce více nakloněná původním egyptským božstvům a zanechal výraznou stopu budováním monumentů věnovaným těmto bohům. Jeho vláda symbolizuje počátek pozvolné naturalizace Ptolemaiovců.

### Úpadek Ptolemaiovců
V roce 221 př. n. l. Ptolemaios III. zemřel a na trůn nastoupil jeho syn Ptolemaios IV. Filopatór, slabý a zkorumpovaný panovník, za jehož vlády nastal počátek úpadku ptolemaiovského království. Svoji vládu zahájil vraždou vlastní matky. Filopatór se místo vládnutí oddával orgiím a podléhal vlivu svých oblíbenců, kteří vykonávali správu země na místo něj. Nicméně jeho ministři byli dostatečně schopní, aby zamezili vpádu Antiocha III. do Syropalestiny a skvělým vítězstvím v bitvě u Rafie v roce 217 př. n. l. zabezpečili existenci království. Důkazem vnitřní slabosti jeho vlády bylo úspěšné povstání domorodých Egypťanů na jihu země. Filopatór se sice oženil se svojí sestrou Arsinoé, nicméně byl zcela ovládán svoji milenkou Agathokleou.
Ptolemaios V. Epifanés, syn Filopatóra a Arsinoé, byl v době svého nástupu na trůn nezletilým dítětem, za něhož vládlo několik regentů. Antiochos III. a Filip V. Makedonský toho využili a uzavřeli mezi sebou dohodu, v níž si rozdělili ptolemaiovská území ve východním Středomoří. Filip obsadil ptolemaiovské ostrovy v Egejském moři a města v Kárii a v Thrákii, zatímco Antiochovo vítězství v bitvě u Paneionu v roce 198 př. n. l. zajistilo Seleukovcům vládu nad Syropalestinou.

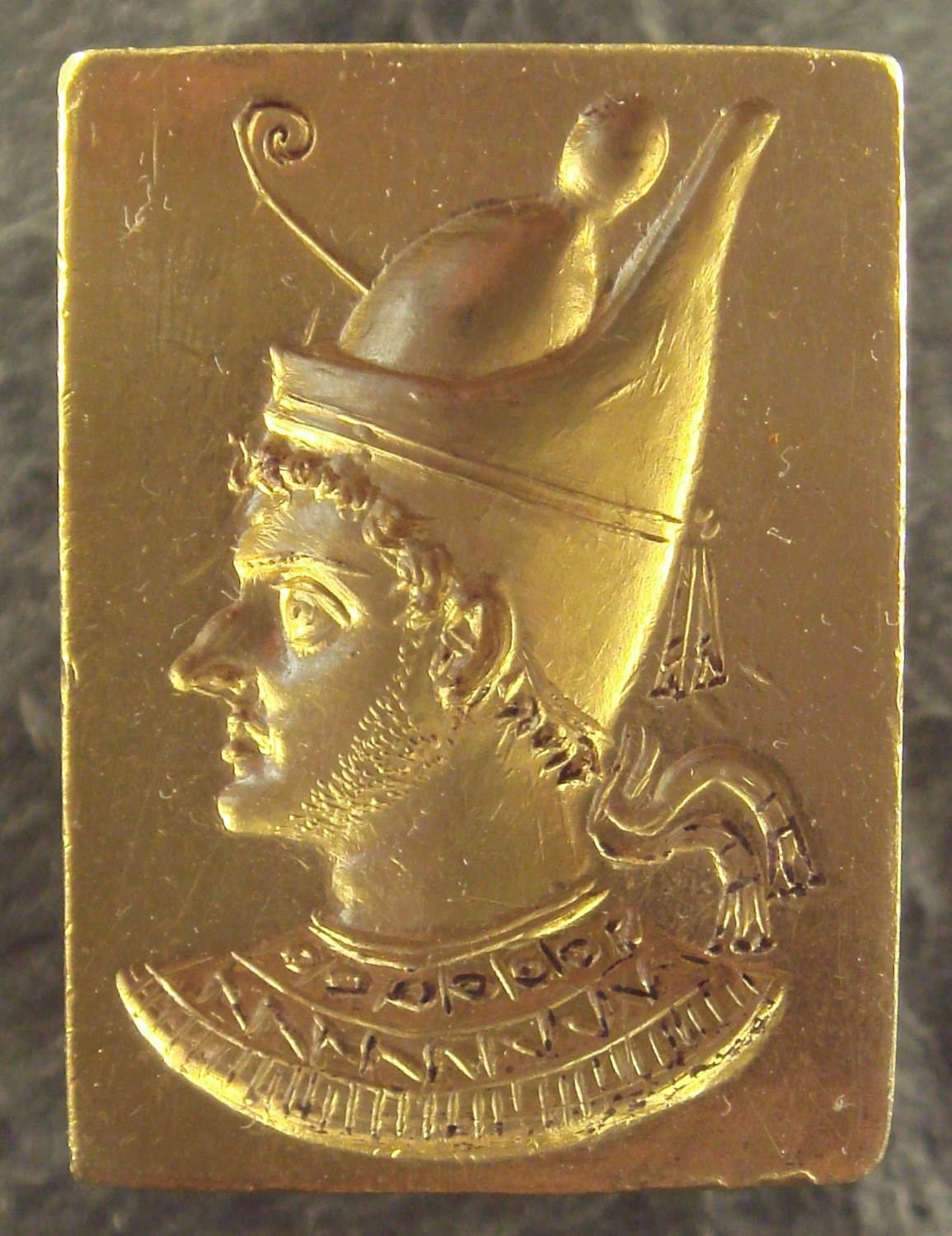
Ptolemaios VI. Filométór

Po této porážce se Egypt rozhodl čelit tomuto dvojímu nebezpečí spojenectvím s rostoucí mocností západního Středomoří – římskou republikou. Epifanovo panování po dosažení dospělosti se podle pramenů mělo vyznačovat tyranskými činy, jichž se měl dopouštět především při potlačování domorodých povstalců. V roce 181 př. n. l. zemřel, přičemž trůn zanechal svému synovi Ptolemaiovi VI. Filométórovi, jenž byl tehdy malým dítětem.
V roce 170 př. n. l. Antiochos IV. Epifanés vpadl do Egypta a Filométóra sesadil. Loutkovým vládcem říše pak učinil Filométórova mladšího bratra (pozdějšího Ptolemaia VIII. Euergeta II.). Když seleukovský král z Egypta stáhl, oba bratři se dohodli, že budou vládnout společně se svou sestrou Kleopatrou II. Již záhy se však znesvářili. Rozpory mezi oběma bratry usnadnily Římanům zvyšovat svůj vliv a zasahovat do vnitřních egyptských záležitostí. Filométór nakonec získal trůn zpět, ale v roce 145 př. n. l. byl zabit v boji proti Seleukovcům nedaleko Antiochie.

### Pozdní Ptolemaiovci

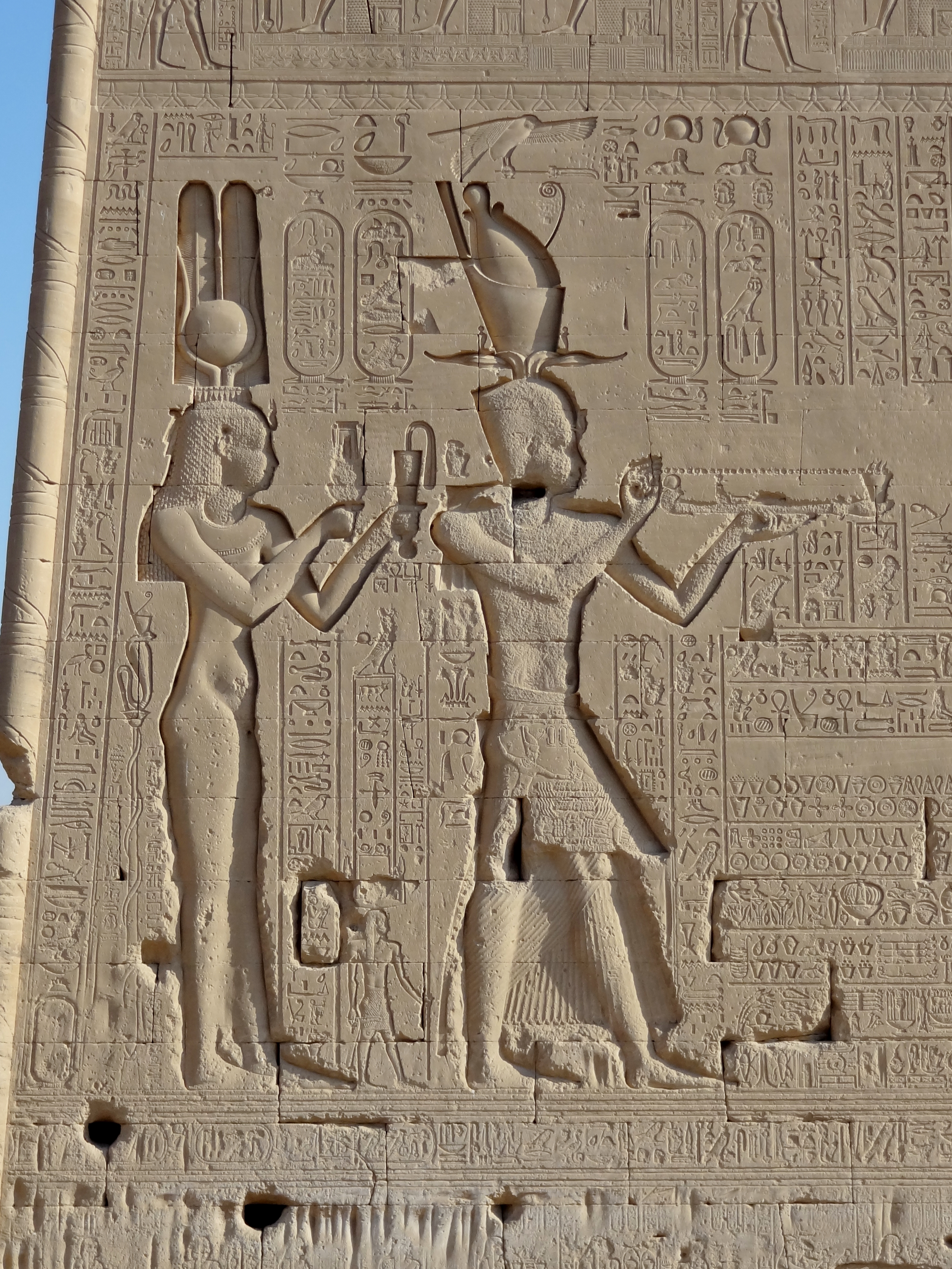
Kleopatra VII. a její syn Kaisarion na chrámu v Dendeře

Filométór byl na trůně vystřídán dalším dítětem, svým synem Ptolemaiem Filopatórem. Euergetés se však vrátil ze svého vyhnanství na Kypru, zavraždil svého malého synovce a uchvátil ptolemaiovský trůn. Po zbytek svého panování zůstal Euergetés velmi nepopulárním a krutým vládcem.
Po jeho smrti v roce 116 př. n. l. přešlo království do rukou jeho manželky Kleopatry III. a jejich syna Ptolemaia IX. Filométóra Sótéra II. Mladý král byl vyhnán svou matkou v roce 107 př. n. l., která pak vládla společně s Euergetovým mladším synem Ptolemaiem X. Alexandrem I.
V roce 88 př. n. l. se Ptolemaios IX. vrátil na trůn a udržel si jej až do své smrti v roce 80 př. n. l. Jeho nástupcem byl Ptolemaios XI. Alexandros II., syn Ptolemaia X., který byl nakonec zabit alexandrijským davem po zavraždění vlastní matky. Toto nechutné vraždění a spory mezi jednotlivými členy dynastie Ptolemaiovců oslabily Egypt natolik, že se země stala fakticky římským protektorátem. Římané v této době už ovládaly většinu okolních helénistických států.
Po Ptolemaiovi XI. se stal králem jeho syn Ptolemaios XII. Neos Dionýsos, přezdívaný Aulétés („hráč na flétnu“). Za jeho panování již Římané zcela otevřeně rozhodovali o egyptských záležitostech a dokonce anektovali egyptské provincie Kyrenaiku a Kypr. V roce 58 př. n. l. byl Aulétés vyhnán z Alexandrie, ovšem o tři roky později byl s pomocí Římanů znovu instalován na trůn. V roce 51 př. n. l. zemřel a vládu nad Egyptem zanechal svému desetiletému synovi, Ptolemaiovi XIII. Theu Filopatórovi, který panoval společně se svojí sedmnáctiletou sestrou a manželkou, Kleopatrou VII.
Během Kleopatřiny vlády události v Egyptě několikrát výrazně zasáhly do dějin Říma. Nejprve to byla vražda Pompeia v roce 48 př. n. l. a následně příchod Julia Caesara do Alexandrie. Během bojů s Římany byl Ptolemaios XIII. zabit a na jeho místo nastoupil jeho mladší bratr, Ptolemaios XIV., který formálně vládl po boku Kleopatry, než ho ta dala v roce 44 př. n. l. zavraždit. Od tohoto okamžiku až do její smrti v roce 30 př. n. l. byl Kleopatřiným spoluvládcem její a Caesarův syn, Ptolemaios XV. Filopatór Filométór, přezdívaný Kaisarion („malý Caesar“).
Po Caesarově smrti se Kleopatra spojila s Markem Antoniem, jenž se rovněž stal jejím milencem. Když byl Marcus Antonius poražen Octavianem v bitvě u Actia, spáchali oba v roce 30 př. n. l. sebevraždu. V témže roce byl Egypt Octavianem dobyt a přeměněn v římskou provincii Aegyptus, čímž vláda Ptolemaiovců skončila.